# Тета-функция Рамануджана
Тета-функция Рамануджана обобщает тета-функции Якоби, не разрушая основные их свойства. В частности, тройное произведение Якоби принимает особенно элегантный вид, когда записывается в терминах тета-функции Рамануджана. Функция носит имя Сриниваса Рамануджана Айенгора.

## Определение
Тета-функция Рамануджана определяется как
{\displaystyle f(a,b)=\sum _{n=-\infty }^{\infty }a^{n(n+1)/2}\;b^{n(n-1)/2}}
для |ab| < 1. Тождество тройного произведения Якоби тогда принимает вид
{\displaystyle f(a,b)=(-a;ab)_{\infty }\;(-b;ab)_{\infty }\;(ab;ab)_{\infty }.}
Здесь выражение {\displaystyle (a;q)_{n}} означает q-символ Похгаммера. Тождества, вытекающие из этого
{\displaystyle f(q,q)=\sum _{n=-\infty }^{\infty }q^{n^{2}}={(-q;q^{2})_{\infty }^{2}(q^{2};q^{2})_{\infty }}}
{\displaystyle f(q,q^{3})=\sum _{n=0}^{\infty }q^{n(n+1)/2}={(q^{2};q^{2})_{\infty }}{(-q;q)_{\infty }}}
{\displaystyle f(-q,-q^{2})=\sum _{n=-\infty }^{\infty }(-1)^{n}q^{n(3n-1)/2}=(q;q)_{\infty }}
Последнее тождество является функцией Эйлера, которая тесно связана с эта-функцией Дедекинда. Тета-функция Якоби может быть записана в терминах тета-функции Рамануджана:
{\displaystyle \vartheta (w,q)=f(qw^{2},qw^{-2})}

## Приложение в теории струн
Тета-функция Рамануджана используется для определения критических размерностей в теории бозонных струн, теории суперструн и М-теории.